# Pierre Amandry
Pierre Amandry (Troyes, 31 de diciembre de 1912-París el 21 de febrero de 2006) fue un helenista francés. Gran parte de sus trabajos se refieren al yacimiento de Delfos, excavado por la Escuela Francesa de Atenas, de la que fue secretario general entre 1941 y 1948 y luego director de 1969 a 1981, sucediendo a Georges Daux.

## Biografía
Pierre Amandry se formó en el Lycée Michelet de Vanves y preparó su ingresó en la École normale supérieure en el Lycée Louis-le-Grand, lo que se produjo en 1933. Obtuvo la agregación en 1936 (4º puesto, por delante de Jacqueline de Romilly, 10º), hizo el servicio militar y se incorporó a la Escuela Francesa de Atenas (1937-1941). Durante esta estancia, realizó excavaciones en el santuario de Delfos, donde descubrió un tesoro de oro y marfil bajo la vía sagrada, pertenecientes al periodo arcaico y clásico. El estudio de estos objetos le llevó a interesarse por el arte orientalista y, de forma más general, por la relación entre la producción artística occidental y la oriental, especialmente en arquitectura y orfebrería.
En 1950, su tesis, La mantique apollinienne à Delphes, Essai sur le fonctionnement de l’oracle, reequilibró la imagen romántica que se tenía de la consulta de la Pitia en favor de un funcionamiento más prosaico del oráculo. De 1951 a 1969 enseñó en la Universidad de Estrasburgo.
Fue autor de numerosos artículos sobre los monumentos de Delfos, y en particular sobre el templo. Además de su trabajo sobre la Grecia antigua, también se interesó por la Grecia moderna. Es responsable de la traducción al francés de Le Christ recrucifié de Níkos Kazantzákis (1955).
Fue elegido miembro de la Academia de Inscripciones y Bellas Letras en 1972.
Pierre Amandry murió el 21 de febrero de 2006 y fue enterrado en Rouilly-Saint-Loup, la localidad de su familia paterna.